# Lucas, Kansas
Lucas är en ort i Russell County i Kansas. Vid 2010 års folkräkning hade Lucas 393 invånare.